# Patricia Blanchette
Patricia A. Blanchette (* 1957) ist eine US-amerikanische Philosophin und Logikerin.
Patricia Blanchette studierte Philosophie an der University of California, San Diego, mit dem Bachelor-Abschluss 1983 und wurde 1990 an der Stanford University in Philosophie promoviert. Ab 1990 war sie Assistant Professor in Philosophie an der Yale University und ab 1993 Assistant Professor an der University of Notre Dame, an der sie 2000 Associate Professor und 2012 Professor wurde. Sie ist McMahon-Hank Professor für Philosophie.
Sie befasst sich mit Geschichte und Philosophie der Logik, Mathematikphilosophie, Geschichte und Grundlagen der analytischen Philosophie und Philosophie der Sprache. Ein Schwerpunkt ihrer Forschung ist Gottlob Frege.
Sie ist im Herausgebergremium des Notre Dame Journal of Formal Logic, von Philosophia Mathematica und HOPOS.
2022 war sie Gödel-Lecturer (Formalism in Logic).

## Schriften (Auswahl)
- Frege and Hilbert on Consistency, Journal of Philosophy, Band 93, 1996, S. 317–336 (Nachdruck in E. Reck, M. Beaney (Hrsg.), Gottlob Frege: Critical Assessments of Leading Philosophers, Band 2, Routledge 2005)
- Models and Modality, Synthese, Band 124,  2000, S. 45–72
- Logical Consequence, in: Blackwell Guide to Philosophical Logic, 2001, S. 115–135
- The Frege-Hilbert Controversy, 2007, 2018, Stanford Encyclopedia of Philosophy
- Frege's Conception of Logic, Oxford University Press 2012
- Frege, in M. Forster,K. Gjesdal (Hrsg.), Oxford Handbook of German Philosophy in the Nineteenth Century, Oxford UP 2015, S. 207–227
- Models and Independence circa 1900, in: Logica Yearbook 2015, Springer 2016
- Models in Geometry and Logic: 1870–1920,  in: Niiniluoto u. a. (Hrsg.), Logic, Methodology, and Philosophy of Science – Proceedings of the 15th International Congress, 2017
- Axioms in Frege, in: Marcus Rossberg, Philip Ebert (Hrsg.),Essays on Frege's Basic Laws and Arithmetic, Oxford UP 2019